# Winter Garden
Winter Garden est une ville américaine située dans le comté d'Orange en Floride. Son nom signifie « jardin d'hiver » en anglais.

## Démographie
| 1910 | 1920  | 1930  | 1940  | 1950  | 1960  |
| ---- | ----- | ----- | ----- | ----- | ----- |
| 351  | 1 021 | 2 023 | 3 060 | 3 503 | 5 513 |

| 1970  | 1980  | 1990  | 2000  | 2010   | - |
| ----- | ----- | ----- | ----- | ------ | - |
| 5 153 | 6 789 | 9 745 | 4 351 | 34 568 | - |

Selon le recensement de 2010, Winter Garden compte 34 568 habitants. La municipalité s'étend sur 15,61 milles carrés (40,43 km2).